# Llista de comtats de Utah

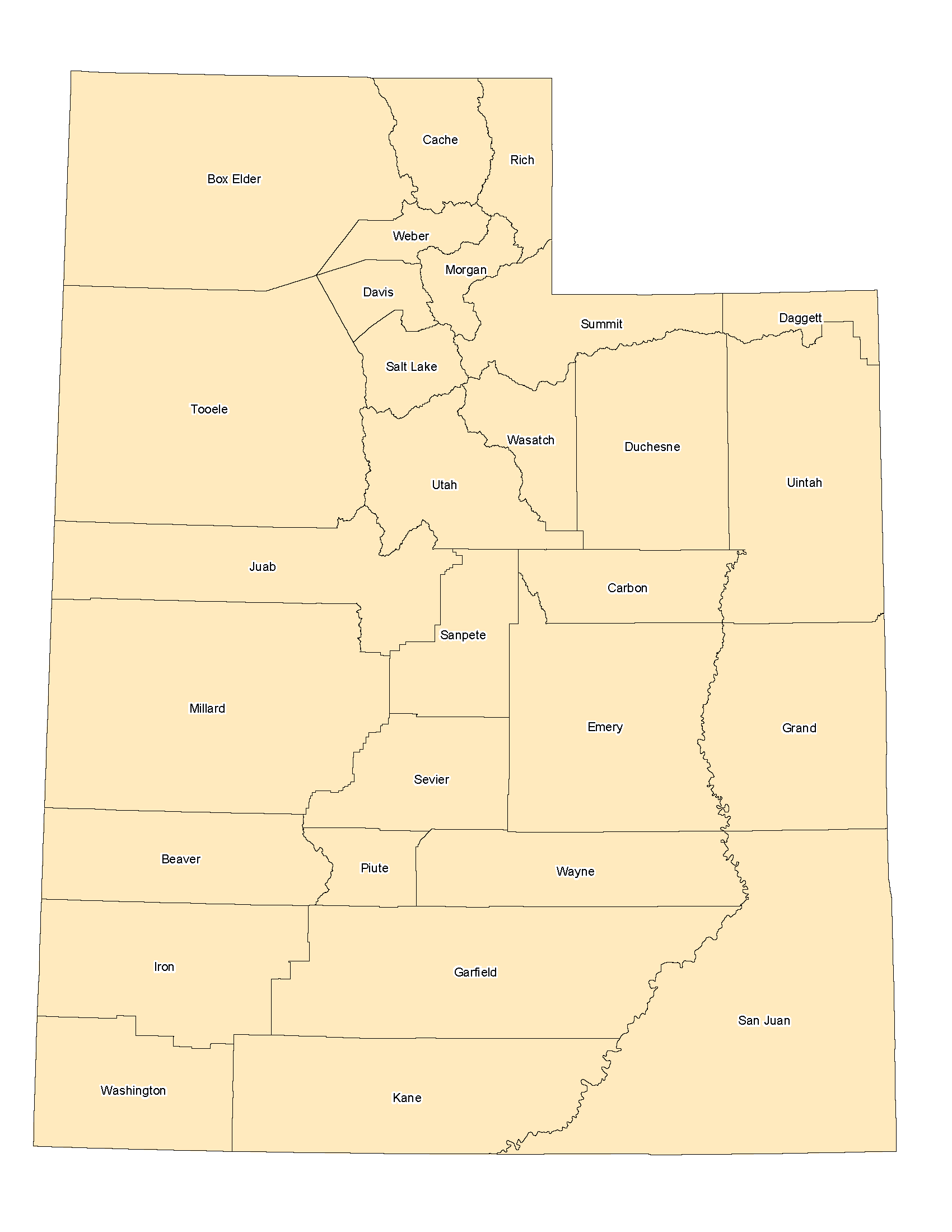
Mapa dels comtats de Utah

L'estat nord-americà de Utah s'organitza en 29 comtats.
Segons el Codi de Utah (Títol 17, Capítol 52a, Part 2) els comtats de l'estat poden triar una de les quatre formes de govern del comtat:
- Una comissió de tres membres a temps complet;
- Una comissió ampliada de cinc o set membres;
- Un consell a temps parcial de tres a nou membres (nombres senars) amb un alcalde de comtat elegit a temps complet o
- Un consell a temps parcial de tres a nou membres (nombres senars) amb un gerent a temps complet designat pel consell.

23 dels 29 comtats estan governats per una comissió estàndard de tres membres. Dels altres sis, el comtat de Cache va ser el primer a canviar a un consell de set membres amb un alcalde elegit el 1988. El Comtat de Grand va adoptar el 1992 un consell de set membres amb gerent nomenat, seguit del Comtat de Morgan el 1999 i el Comtat de Wasatch el 2003. El 1998, els residents del Comtat de Salt Lake van aprovar l'adopció d'un consell de nou membres amb alcalde electe que va començar a treballar el 2001. El comtat de Summit va adoptar el 2006 un consell de cinc membres amb un gerent.
El mateix Codi (títol 17, capítol 50, part 5) divideix els comtats en sis classes segons la població:
- Primera classe: població d'1.000.000 o més: Un comtat (Salt Lake)
- Segona classe: Població entre 175.000 i 1.000.000 habitants. Quatre comtats.
- Tercera classe: Població entre 40.000 i 175.000 habitants. Cinc comtats.
- Quarta classe: Població entre 11.000 i 40.000 habitants. Deu comtats.
- Cinquena classe: Població entre 4.000 i 11.000 habitants. Cinc comtats.
- Sisena classe: població inferior a 4.000 habitants. Quatre comtats.

Aquesta classificació, per exemple, s'utilitza en l'elaboració de legislació per distingir entre zones més urbanes o més rurals, com ara distincions importants però subtils en com es poden distribuir els ingressos. Normalment, un projecte de llei destinat a beneficiar els comtats rurals apuntaria als comtats de quarta, cinquena i sisena classe.
L'abreviació postal de Utah és UT i el seu codi FIPS d'estat és el 49.

## Comtats actuals
| Nom del comtat | Seu del comtat | Data de creació | Origen                                                                         | Etimologia del nom | Població (2024) | Superfície | Mapa                 |
| -------------- | -------------- | --------------- | ------------------------------------------------------------------------------ | --- | --------------- | ---------- | -------------------- |
| Beaver         | Beaver         | 1856            | A partir del comtat d'Iron.                                                    | Per la gran quantitat de castors (beavers) de la zona. | 7.424           | 6.708 km²  | Comtat de Beaver     |
| Box Elder      | Brigham City   | 1856            | A partir del comtat de Weber.                                                  | Per la gran quantitat d'auró negundo (anomenat box elder) de la zona. | 64.120          | 14.882 km² | Comtat de Box Elder  |
| Cache          | Logan          | 1857            | A partir del comtat de Weber.                                                  | Pels amagatalls (anomenats caches) que contenien les pells de la Rocky Mountain Fur Company. | 145.487         | 3.017 km²  | Comtat de Cache      |
| Carbon         | Price          | 1894            | A partir del comtat d'Emery.                                                   | Per la gran quantitat de carbó del comtat. | 20.613          | 3.828 km²  | Comtat de Carbon     |
| Daggett        | Manila         | 1918            | A partir dels comtats de Summit i Uintah.                                      | Per Oliver Ellsworth Daggett. | 956             | 1.805 km²  | Comtat de Daggett    |
| Davis          | Farmington     | 1850            | A partir de l'estat provisional de Deseret i els comtats de Salt Lake i Weber. | Per Daniel C. Davis, capità de la companyia E del Batalló Mormó durant la guerra de Mèxic-Estats Units.                                                                                                  | 378.470         | 774 km²    | Comtat de Davis      |
| Duchesne       | Duchesne       | 1915            | A partir del comtat de Wasatch.                                                | D'origen incert, en que es proposen diversos orígens com són una paraula d'origen ute, l'assentament frances de Fort Duquesne, la religiosa Rosa Filipina Duchesne o el geògraf francès André Du Chesne. | 20.803          | 8.394 km²  | Comtat de Duchesne   |
| Emery          | Castle Dale    | 1880            | A partir del comtat de Sanpete.                                                | Per George W. Emery, governador del Territori de Utah (1875-1880). | 10.161          | 11.557 km² | Comtat d'Emery       |
| Garfield       | Panguitch      | 1882            | A partir del comtat d'Iron.                                                    | Per James Abram Garfield, vintè president dels Estats Units mort assassinat el 1881. | 5.290           | 13.165 km² | Comtat de Garfield   |
| Grand          | Moab           | 1890            | A partir del comtat d'Emery.                                                   | Pel Grand River, reanomenat posteriorment com a riu Colorado. | 9.788           | 9.510 km²  | Comtat de Grand      |
| Iron           | Parowan        | 1850            | Comtat original de l'estat de Deseret.                                         | Per les mines de ferro a l'oest de Cedar City. | 65.936          | 8.539 km²  | Comtat d'Iron        |
| Juab           | Nephi          | 1852            | Comtat original del Territori de Utah.                                         | Per una paraula nativa traduïda per "vall assedegada" o "plana". | 13.297          | 8.785 km²  | Comtat de Juab       |
| Kane           | Kanab          | 1864            | A partir del comtat de Washington.                                             | Per Thomas L. Kane, oficial de l'exèrcit dels Estats Units que va parlar a favor de la migració mormona i l'assentament a Utah.                                                                          | 8.525           | 10.334 km² | Comtat de Kane       |
| Millard        | Fillmore       | 1851            | Comtat original del Territori de Utah.                                         | Per Millard Fillmore, tretzè president dels Estats Units. | 13.572          | 17.021 km² | Comtat de Millard    |
| Morgan         | Morgan         | 1862            | A partir dels comtats de Davis, Salt Lake, Summit i Weber.                     | Per Jedediah Morgan Grant, apòstol i cap de l'Església de Jesucrist dels Sants dels Darrers Dies. | 13.093          | 1.577 km²  | Comtat de Morgan     |
| Piute          | Junction       | 1865            | A partir del comtat de Beaver.                                                 | Per la tribu Paiute. | 1.534           | 1.963 km²  | Comtat de Piute      |
| Rich           | Randolph       | 1864            | A partir del comtat de Cache.                                                  | Per Charles C. Rich, un dels primers líders del Moviment dels Sants dels Últims Dies. | 2.752           | 2.665 km²  | Comtat de Rich       |
| Salt Lake      | Salt Lake City | 1850            | Comtat original de l'estat de Deseret.                                         | Pel Gran Llac Salat, el llac salat més gran de l'hemisferi occidental. | 1.216.274       | 1.922 km²  | Comtat de Salt Lake  |
| San Juan       | Monticello     | 1880            | A partir dels comtats de Kane, Iron i Piute.                                   | Pel riu San Juan, tributari del riu Colorado. | 14.601          | 20.254 km² | Comtat de San Juan   |
| Sanpete        | Manti          | 1850            | Comtat original de l'estat de Deseret.                                         | Origen incert, probablement pel cap de la nació ute anomenat San Pitch. | 30.732          | 4.118 km²  | Comtat de Sanpete    |
| Sevier         | Richfield      | 1865            | A partir del comtat de Sanpete.                                                | Pel riu Sevier, situat al nord de la Gran Conca. | 22.520          | 4.949 km²  | Comtat de Sevier     |
| Summit         | Coalville      | 1854            | A partir dels comtat de Salt Lake i Green River.                               | Perquè inclou 39 dels cims més alts de l'estat. | 43.109          | 4.848 km²  | Comtat de Summit     |
| Tooele         | Tooele         | 1850            | Comtat original de l'estat de Deseret.                                         | Origen incert, possiblement del cap Tuilla de la banda Goshute o de la planta Tules (Schoenoplectus acutus) que creixia als aiguamolls.                                                                  | 84.488          | 17.977 km² | Comtat de Tooele     |
| Uintah         | Vernal         | 1880            | A partir dels comtats de Sanpete, Summit i Wasatch.                            | Per banda Uintah de la nació Ute que vivia a la zona. | 38.307          | 11.603 km² | Comtat d'Uintah      |
| Utah           | Provo          | 1850            | Comtat original de l'estat de Deseret.                                         | Per "Yuta", paraula catellana per designar la tribu Ute. | 747.234         | 5.188 km²  | Comtat de Utah       |
| Wasatch        | Heber City     | 1862            | A partir dels comtats de Salt Lake, Green River, Sanpete, Summit i Utah.       | Per una paraula nativa que significa "pas de muntanya", i que també dona nom a la serralada Wasatch. | 37.858          | 3.046 km²  | Comtat de Wasatch    |
| Washington     | St. George     | 1852            | Comtat original del Territori de Utah.                                         | Per George Washington, primer president dels Estats Units. | 207.943         | 6.283 km²  | Comtat de Washington |
| Wayne          | Loa            | 1892            | A partir del comtat de Piute.                                                  | Pel comtat de Wayne a Tennessee. | 2.608           | 6.374 km²  | Comtat de Wayne      |
| Weber          | Ogden          | 1850            | Comtat original de l'estat de Deseret.                                         | Pel riu Weber, tributari del Gran Llac de Sal. I alhora per John Henry Weber, explorador i comerciant de pells.                                                                                          | 276.118         | 1.492 km²  | Comtat de Weber      |

## Canvis de nom
- Comtat de Tooele de l'estat de Deseret, creat el 31 de gener de 1850 i recreat com a comtat de Tooele del Territori de Utah el 3 de març de 1852.
- Comtat de Great Salt Lake del Territori de Utah creat el 3 de març de 1852, el nom va canviar a comtat de Salt Lake el 29 de gener de 1868.
- Comtat de Richland del Territori de Utah creat el 16 de gener de 1854, el nom va canviar a comtat de Rich el 29 de gener de 1868.

## Comtats històrics

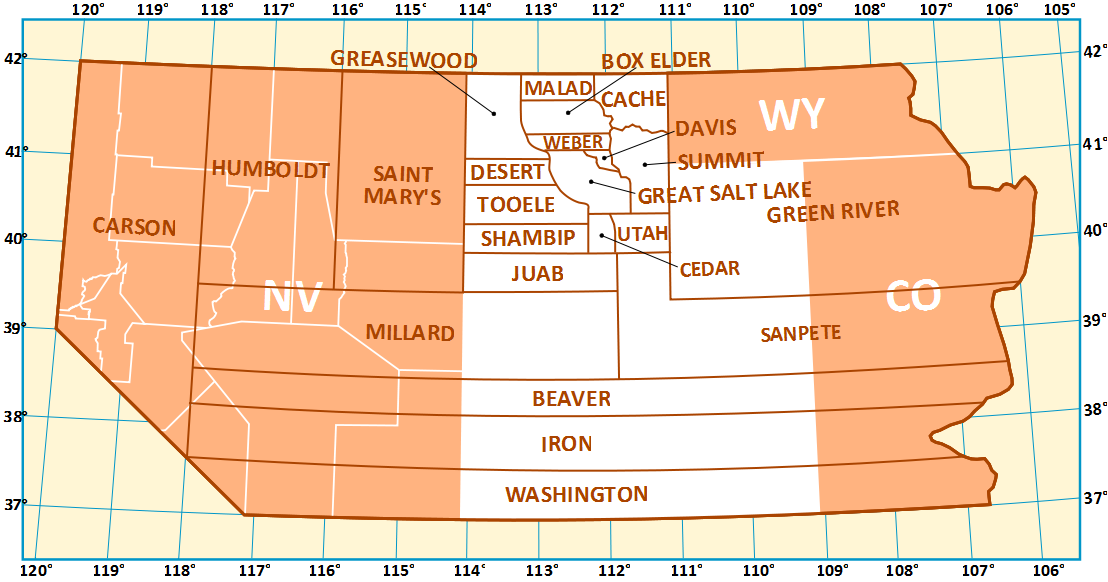
Mapa del Territori de Utah de 1856.

El 1849, l'estat de Deseret va establir set comtats: Davis, Iron, Sanpete, Salt Lake, Tooele, Utah i Weber. Després de la creació del Territori de Utah el 1851, la primera legislatura territorial (1851–1852) va reconèixer aquests set comtats i en va crear tres més: Juab, Millard i Washington. Durant un període de 40 anys (1854–1894), la Legislatura Territorial de Utah va establir la majoria dels comtats que existeixen actualment. A principis del segle xx, després que Utah es va convertir en un estat de la Unió, es van crear els dos últims comtats: Duchesne per proclamació del governador (1913) i Daggett per vot popular (1917). L'actual comtat de Duchesne abastava una reserva índia que es va crear el 1861. La reserva es va obrir als propietaris el 1905 i el comtat es va crear el 1913. El 1917, tots els residents del comtat d'Uintah van votar per crear el comtat de Daggett.
Els deu comtats següents del Territori de Utah van ser absorbits per altres estats o altres comtats del mateix estat de Utah:
| Nom del comtat | Data de creació      | Data de supressió    | Etimologia del nom | Ubicació actual |
| -------------- | -------------------- | -------------------- | --- | --- |
| Carson         | 17 de gener de 1854  | 2 de març de 1861    | Per Kit Carson, explorador, agent indígena i resident de la Frontera dels Estats Units.                                                                                                 | Estat de Nevada. |
| Cedar          | 5 de gener de 1856   | 17 de gener de 1862  | Per la gran quantitat de cedres, anomenats Juniperus, de la zona. | Comtat de Utah. |
| Desert         | 3 de març de 1852    | 17 de gener de 1862  | Pel desert que l'envolta. | Comtat de Box Elder, Tooele i l'estat de Nevada.                                                                       |
| Greasewood     | 5 de gener de 1856   | 17 de gener de 1862  | Pel gènere de plantes Sarcobatus, anomenades greasewood, que creix a la zona | Comtat de Box Elder.                                                                                                   |
| Green River    | 3 de març de 1852    | 16 de febrer de 1872 | Pel riu Green, un tributari del riu Colorado que travessa Wyoming, Colorado i Utah. | Comtats de Cache, Weber, Morgan, Davis, Wasatch, Summit, Duchesne, Carbon, i Utah, i els estats de Wyoming i Colorado. |
| Humboldt       | 5 de gener de 1856   | 2 de març de 1861    | Pel riu Humboldt, el riu més llarg de la Gran Conca. I aquest pel naturalista alemany Alexander von Humboldt.                                                                           | Estat de Nevada. |
| Malad          | 5 de gener de 1856   | 17 de gener de 1862  | Pel riu Malad, tributari del riu Bear al sud-est d'Idaho i al nord d'Utah. Anomenat així a causa del fet que el riu emmalaltia els pioners, "malade" que significa "malalt" en francès. | Comtat de Box Elder.                                                                                                   |
| Rio Virgen     | 18 de febrer de 1869 | 16 de febrer de 1872 | Pel riu Virgin, un afluent del riu Colorado que discorre pel sud de Utah i Nevada. | Comtat de Washington, estats de Nevada i Arizona.                                                                      |
| St. Mary's     | 5 de gener de 1856   | 17 de gener de 1862  | Pel riu Mary's, que més tard va ser rebatejat com a riu Humboldt. | Estat de Nevada. |
| Shambip        | 12 de gener de 1856  | 17 de gener de 1862  | Per la denominació de la tribu nativa americana Goshute del llac Rush. | Comtat de Tooele. |

### Comtats de l'estat de Deseret
Els comtats històrics de l'estat provisional de Deseret foren:
- Comtat de Great Salt Lake: comtat original creat el 31 de gener de 1850.
- Comtat d'Iron: comtat original creat el 31 de gener de 1850.
- Comtat de Sanpete: comtat original creat el 31 de gener de 1850.
- Comtat de Tooele: comtat original creat el 31 de gener de 1850.
- Comtat de Utah: comtat original creat el 31 de gener de 1850.
- Comtat de Weber: comtat original creat el 31 de gener de 1850.
- Comtat de Davis: creat el 5 d'octubre de 1850 a partir dels comtats de Great Salt Lake i del de Weber.